# 岡比亞法律政策專員
岡比亞法律政策專員（英語：Solicitor General of the Gambia）是岡比亞的一名高級政府律師，是司法部中僅次於司法部長（兼任檢察總長）的第二高級官員。現任法律政策專員是Cherno Marenah。

## 職分
法律政策專員是檢察總長（而非司法部長）的副手，有權在其空缺的情況下代表其行事。岡比亞這一權力的法定依據載於《律政專員法令》（Law Officers Act）。在岡比亞，法律政策專員兼任司法部常務次長。

## 歷任法律政策專員
- Cherno Marenah, 2017–present[3]
- Saffie Sankareh, 2016–2017[4]
- Cherno Marenah, November 2014–May 2016[5][6]
- Pa Harry Jammeh, 2010–2013[7][8]
- Raymond Sock, 2000–2005[9]
- Janet Ramatoulie Sallah-Njie, 1998–2000
- Fatou Bensouda, 1997–1998[10]
- Amie N. D. Bensouda, 1990–1995[11]
- Hassan Bubacar Jallow, 1982–1984[12]